# Olga Svirska
Olga Svirska (13 de enero de 1986) es una deportista letona que compitió en remo. Ganó una medalla de plata en el Campeonato Mundial de Remo en Sala de 2021, en la prueba de ligero 2000 m.

## Palmarés internacional
| Campeonato Mundial | Campeonato Mundial | Campeonato Mundial | Campeonato Mundial |
| Año                | Lugar              | Medalla            | Prueba             |
| ------------------ | ------------------ | ------------------ | ------------------ |
| 2021               | Sede virtual       | Medalla de plata   | Ligero 2000 m      |